# Comuna Jîrivka, Pustomîtî
Jîrivka (în ucraineană Жирівка) este o comună în raionul Pustomîtî, regiunea Liov, Ucraina, formată din satele Jîrivka (reședința), Koveari și Mîleatîci.

## Demografie
Componența lingvistică a comunei Jîrivka
     Ucraineană (99,83%)
     Alte limbi (0,18%)
Conform recensământului din 2001, majoritatea populației comunei Jîrivka era vorbitoare de ucraineană (99,83%), existând în minoritate și vorbitori de alte limbi.